# Піробітуми
Піробітум, природна тверда вуглеводнева речовина, що відрізняється від бітуму тим, що вона неплавка і нерозчинна. Однак при нагріванні піробітуми утворюють або перетворюються на бітумоподібні рідкі або газоподібні сполуки нафти.
Піробітуми можуть бути як асфальтовими, так і не асфальтовими. 
Асфальтові піробітуми отримують з нафти, є відносно твердими та мають питому вагу нижче 1,25. При нагріванні вони не плавляться, а набухають і розкладаються. Найважливіші з цих речовин входять до складу горючих сланців. 
Інші включають:
- елатерит (також званий мінеральним каучуком через його еластичність), що зустрічається в свинцевих шахтах графства Дербішир, Англія;
- вюрциліт, також еластичний, що зустрічається на північному сході Юти, США;
- альбертит, що знаходиться в жилах Альберт Майнс, Нью-Брансвік, Канада;
- імпсоніт, лише злегка легкоплавкий, зустрічається в Долині Імпсон, штат Оклахома, США.

Неасфальтові піробітуми, отримані з рослинних матеріалів, включають торф, лігніт, бітумінозне та антрацитове вугілля, а також лігнітові та вугільні сланці.